# Lonnie Walker IV
Lonnie Walker IV (Reading, 14 de dezembro de 1998) é um jogador norte-americano profissional de basquete que atualmente joga no Brooklyn Nets da National Basketball Association (NBA).
Ele jogou basquete universitário na Universidade de Miami e foi selecionado pelo San Antonio Spurs como a 18º escolha geral no Draft da NBA de 2018.

## Carreira no ensino médio
Walker nasceu em 14 de dezembro de 1998 em Reading, Pensilvânia. Ele freqüentou a Reading Senior High School em Reading. Em sua primeira temporada, Walker jogou 27 partidas e teve média de oito pontos. Em seu segundo ano, ele teve média de 16,9 pontos em uma curta temporada devido a uma lesão. Em seu terceiro ano, Walker jogou em 29 jogos e teve média de 17,1 pontos.
Durante seu último ano, Walker foi eleito Mr. Basquete da Pensilvânia. Ele teve a melhor média da carreira de 18,4 pontos e ultrapassou o recorde escolar de Donyell Marshall com 1.828 pontos marcados. Em 25 de março de 2017, Walker levou a Reading Senior High School ao seu primeiro título estadual nos 117 anos de história.
Durante a temporada, Walker se comprometeu com a Universidade de Miami e rejeitou as ofertas de Villanova, Kentucky, Syracuse e Arizona.
| Nome | Cidade natal                                                                  | Escola          | Altura             | Peso           | Data                   |
| --- | ----------------------------------------------------------------------------- | --------------- | ------------------ | -------------- | ---------------------- |
| Lonnie Walker SG | Reading, PA                                                                   | Reading HS (PA) | 6 ft 5 in (1.96 m) | 192 lb (87 kg) | 16 de Novembro de 2016 |
| Lonnie Walker SG | Classificação: Scout: Rivals: 247Sports: ESPN: ESPN grade: 93                 |                 |                    |                |                        |
| Lonnie Walker SG | Classificação geral: Scout: 32º \| Rivals: 29º \| 247Sports: 17º \| ESPN: 18º |                 |                    |                |                        |
| - Nota: Em muitos casos, Scout, Rivals, 247Sports e ESPN podem entrar em conflito em suas listas de altura e peso. Nestes casos, a média foi obtida. As notas da ESPN estão em uma escala de 100 pontos. - Fonte: |                                                                               |                 |                    |                |                        |

## Carreira universitária

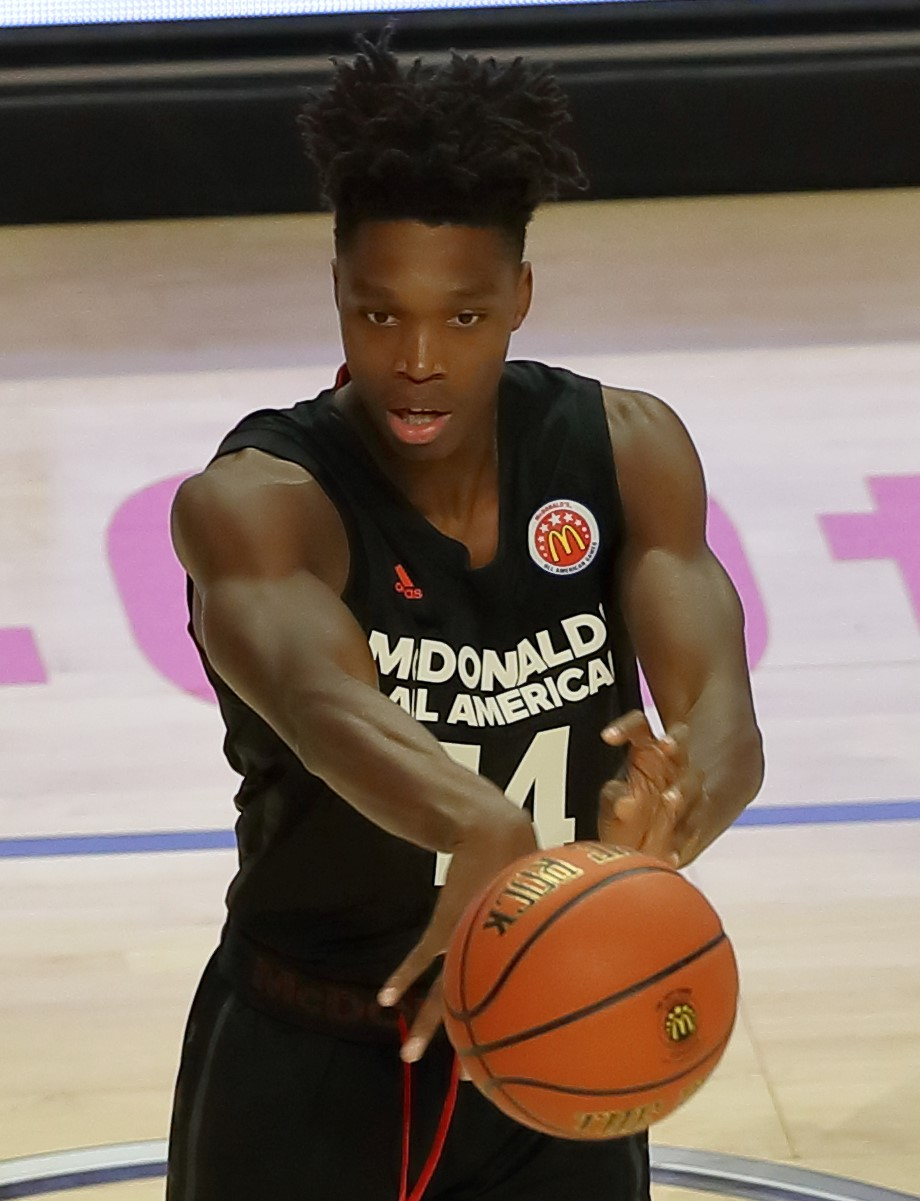
Walker em 2017

Em 10 de novembro de 2017, Walker fez sua estreia universitária na Universidade de Miami e registrou 10 pontos e cinco assistências em uma vitória por 77-45 sobre a Gardner-Webb University. Em 5 de dezembro, ele teve 26 pontos e 7 rebotes em uma vitória por 69-54 sobre Boston College. Walker terminou a temporada com média de 11,5 pontos e foi nomeado para a Equipe de Calouros da ACC.
Após o término de sua única temporada com Miami, Walker se declarou para o draft da NBA de 2018.

## Carreira profissional

### San Antonio Spurs (2018–2022)
Em 21 de junho de 2018, Walker foi selecionado pelo San Antonio Spurs como a 18ª escolha geral no draft da NBA de 2018. Em 11 de julho de 2018, os Spurs anunciaram que assinaram um contrato de 4 anos e US$12.4 milhões com Walker. Em 6 de outubro de 2018, foi revelado que Walker tinha uma ruptura do menisco medial direito.
Em 3 de janeiro de 2019, Walker fez sua estreia na NBA registrando três pontos e um rebote em cinco minutos da vitória por 125-107 contra o Toronto Raptors.
Em 3 de dezembro de 2019, Walker marcou 28 pontos, o recorde de sua carreira, incluindo 19 no 4º quarto, em uma vitória por 135-133 na prorrogação sobre o Houston Rockets.

### Los Angeles Lakers (2022–2023)
Em 6 de julho de 2022, Walker assinou um contrato de um ano e US$ 6,5 milhões com o Los Angeles Lakers. Ele começou a temporada de 2022-23 como titular e jogou 32 jogos antes de ser afastado no final de dezembro com tendinite no joelho. Na época, ele tinha média de 14,7 pontos com 38,9% de acertos nas cestas de 3 pontos.
Walker voltou depois de perder 14 jogos mas seu tempo de jogo foi limitado com o desenvolvimento de Austin Reaves e principalmente depois que os Lakers adquiriram D'Angelo Russell, Malik Beasley, Jarred Vanderbilt e Rui Hachimura antes do prazo de negociação. Depois de jogar pouco menos de 28 minutos nos primeiros oito jogos dos playoffs de 2023, Walker voltou à rotação e marcou 12 pontos em 25 minutos na vitória por 127-97 sobre o Golden State nas semifinais da conferência. No Jogo 4 dessa série, ele marcou todos os seus 15 pontos no quarto período para ajudar os Lakers a superar um déficit de sete pontos e vencer por 104-101.

### Brooklyn Nets (2023–Presente)
Em 10 de julho de 2023, Walker assinou um contrato de 1 ano e US$2.3 milhões com o Brooklyn Nets.

## Estatísticas da carreira

### NBA

#### Temporada regular
| Ano      | Equipe      | PJ  | PT | MPJ  | AP   | 3P   | LL   | RT  | AS  | BR | TO | PPJ  |
| -------- | ----------- | --- | -- | ---- | ---- | ---- | ---- | --- | --- | -- | -- | ---- |
| 2018–19  | San Antonio | 17  | 0  | 6.9  | .348 | .385 | .800 | 1.0 | .5  | .4 | .2 | 2.6  |
| 2019–20  | San Antonio | 61  | 12 | 16.2 | .426 | .406 | .721 | 2.3 | 1.1 | .5 | .2 | 6.4  |
| 2020–21  | San Antonio | 60  | 38 | 25.4 | .420 | .355 | .814 | 2.6 | 1.7 | .5 | .3 | 11.2 |
| 2021–22  | San Antonio | 70  | 6  | 23.0 | .407 | .314 | .784 | 2.6 | 2.2 | .6 | .3 | 12.1 |
| 2022–23  | L.A. Lakers | 56  | 32 | 23.2 | .448 | .365 | .858 | 1.9 | 1.1 | .5 | .3 | 11.7 |
| Carreira | Carreira    | 264 | 88 | 18.9 | .409 | .365 | .795 | 2.0 | 1.3 | .5 | .2 | 8.8  |

#### Play-In
| Ano      | Equipe      | PJ | PT | MPJ  | AP   | 3P   | LL    | RT  | AS  | BR  | TO  | PPJ  |
| -------- | ----------- | -- | -- | ---- | ---- | ---- | ----- | --- | --- | --- | --- | ---- |
| 2021     | San Antonio | 1  | 1  | 17.3 | .250 | .000 | 1.000 | 5.0 | 1.0 | 1.0 | 1.0 | 8.0  |
| 2022     | San Antonio | 1  | 0  | 16.5 | .556 | .500 | –     | 1.0 | .0  | .0  | .0  | 12.0 |
| Carreira | Carreira    | 2  | 1  | 16.9 | .403 | .250 | 1.000 | 3.0 | .5  | .5  | .5  | 10.0 |

#### Playoffs
| Ano      | Equipe      | PJ | PT | MPJ  | AP   | 3P   | LL   | RT | AS | BR | TO | PPJ |
| -------- | ----------- | -- | -- | ---- | ---- | ---- | ---- | -- | -- | -- | -- | --- |
| 2019     | San Antonio | 6  | 1  | 3.5  | .375 | .000 | —    | .3 | .5 | .0 | .0 | 1.0 |
| 2023     | L.A. Lakers | 13 | 0  | 13.8 | .483 | .382 | .750 | .9 | .8 | .5 | .1 | 6.2 |
| Carreira | Carreira    | 19 | 1  | 8.6  | .429 | .191 | .750 | .6 | .6 | .2 | .0 | 3.6 |

### Universitário
| Ano     | Equipe | PJ | PT | MPJ  | AP   | 3P   | LL   | RT  | AS  | BR | TO | PPJ  |
| ------- | ------ | -- | -- | ---- | ---- | ---- | ---- | --- | --- | -- | -- | ---- |
| 2017–18 | Miami  | 32 | 18 | 27.8 | .415 | .346 | .738 | 2.6 | 1.9 | .9 | .5 | 11.5 |

Fonte:

## Vida pessoal
Walker é filho de Lonnie Walker III, que se mudou de Nova Jersey para Reading, Pensilvânia, para jogar basquete na Universidade Alvernia. Walker III abandonou a universidade quando Walker IV nasceu em 1998 e teve que criar seu filho como pai solteiro enquanto trabalhava em vários empregos. Walker IV foi incentivado a ler depois da escola por seu pai e mantém a leitura como parte de seu ritual antes do jogo.
Walker tem um cachorro chamado Zola, que apareceu com ele em uma campanha publicitária da PETA, lembrando as pessoas de não deixarem seus cachorros em carros estacionados e quentes.
Em junho de 2020, Walker revelou que foi vítima de abuso sexual por parte de familiares quando era adolescente e que deixou crescer seu longo penteado, sua marca registrada, como mecanismo de enfrentamento. Ao decidir cortar o cabelo, Walker descreveu o ato como uma "troca de pele mental, emocional, física e espiritual".